# Acrotrichis atomaria
Acrotrichis atomaria är en skalbaggsart som först beskrevs av De Geer 1774.  Acrotrichis atomaria ingår i släktet Acrotrichis, och familjen fjädervingar. Arten är reproducerande i Sverige.